# Комратское водохранилище
Комратское водохранилище (рум. Lacul de acumulare Comrat), расположено на реке Ялпуг (бассейн Дуная) в непосредственной близости от северной окраины одноимённого города Комрат, АТО Гагаузия, Молдавия. Вдоль правого берега водохранилища, на расстоянии от 10 до 350 м проходит трасса E584. Высота над уровнем моря — 55,64 м.

## Краткая характеристика
Комратское водохранилище было возведено в долине реки Ялпуг на месте двух небольших пересыхающих прудов. Его ложе ровное и до заполнения водой было сухим, береговая линия извилиста.
Левый берег водохранилища крутой, его склон изрезан многочисленными глубокими оврагами. Правый берег водоёма более пологий. Флора окрестностей водохранилища представлена скудными степными злаками. В период дождей, большая часть которых имеет здесь ливневый характер, в водохранилище из многочисленных оврагов массово сносится глинистая взвесь, избыток которой приводит к преждевременному заилению водохранилища. Водоём имеет благоприятные для разведения рыбы условия.

## Гидрологический режим и параметры
Водохранилище руслового типа, непроточное, с наполнением из реки Ялпуг. Регулирование стока — сезонное.
Основное назначение при проектировании:
- формирование запасов воды для орошения;
- рыбоводство.

Исходные параметры:
- длина — 3,65 км[1];
- ширина: средняя — 470 м, максимальная — 690 м[1];
- глубина: средняя — 2,38 м, максимальная — 4,5 м[1];
- площадь водного зеркала при нормальном подпорном уровне — 1,7 км²[1];
- объём воды: полный статический — 4,05 млн м³, полезный — 3,56 млн м³[1];
- отметка нормального подпорного уровня — 56,1 м, форсированный подпорный уровень — 56,95 м[1].

- по состоянию на 1983 год:
- глубина: средняя — 1,76 м[1];
- площадь водного зеркала при нормальном подпорном уровне — 1,45 км²[1];
- объём воды — 1,4 млн м³[1].

- по состоянию на 1995 год:
- глубина: средняя — 1 м;
- площадь водного зеркала при нормальном подпорном уровне — 1,4 км²[1];
- объём воды — 1,4 млн м³[1].

- по состоянию на 2000 год:
- глубина: средняя — 0,86 м[1];
- площадь водного зеркала при нормальном подпорном уровне — 1,4 км²[1];
- объём воды — 1,2 млн м³[1].

Гидротехнические сооружения:
- земляная плотина без проёма, длина — 410 м, максимальная высота — 4,07 м;
- водослив с затворами и регулятором, расположенный на правом берегу;
- насосная станция для орошения[1].

## Современное состояние
Водное питание водохранилища осуществляется с севера, рекой Ялпуг. На протяжении эксплуатации оно было сильно заилено, что объясняет значительное расхождение показателей проектной и фактической глубины в разные годы. В настоящее время целостность тела плотины нарушена, на верхних склонах плотины наблюдается сильная эрозия. Бетонные конструкции повреждены. Гидротехническое оборудование и установки не работают. В связи с разрушением в 2000 году во время паводка шлюзов, последние восстановлены не были, целостность дамбы была обеспечена путём перекрытия доступа воды из озера к гидросооружениям. В настоящее время контролируемый сброс воды из водохранилища осуществляется через установленные сливные трубы. Несоблюдение установленных требований по эксплуатации гидротехнического оборудования привело к прорыву дамбы водохранилища в 2017 году, затоплению 427 га. близлежащей территории и подтоплению домовладений.
Водоём сдаётся в аренду и используется для разведения промысловых видов рыбы, а также для отдыха жителей Комрата и близлежащих населённых пунктов.
| Гидрохимические показатели качества | 2019  | 2019  | 2019  | 2020  | 2020  | 2020  | 2021  | 2021  | 2021  | 2021  |
| Гидрохимические показатели качества | 14.05 | 21.08 | 20.11 | 19.02 | 15.07 | 21.10 | 15.02 | 20.04 | 21.07 | 21.10 |
| БПК5                                | V     | V     | V     | V     | V     | III   | V     |       | III   |       |
| ХПК                                 | V     | V     |       |       | V     |       | IV    | III   | III   | III   |
| Хлорид-ионы                         | V     | V     | V     |       |       |       |       |       |       |       |
| Ионы магния                         | V     |       | V     |       |       |       |       |       |       |       |
| Na++K+                              | V     | V     | V     | V     | III   | V     |       |       |       |       |
| Сульфат-ионы                        |       |       | IV    |       |       |       |       |       |       |       |
| Жёсткость                           | V     |       | IV    |       |       |       |       |       |       |       |
| Аммонийный азот                     | III   |       | IV    | IV    | IV    | IV    |       |       |       |       |
| Общий фосфор                        |       |       | IV    |       | III   | III   |       | III   | III   |       |
| Минеральный фосфор                  |       | III   | IV    |       |       | IV    |       | III   |       |       |
| Взвешенные вещества                 | V     |       | V     |       |       |       |       |       |       |       |
| Минерализация                       | V     |       |       |       |       | IV    | IV    | IV    | IV    | III   |
| Нитратный азот                      |       |       |       | III   |       |       |       |       |       |       |
| Нитритный азот                      |       |       |       | III   |       |       |       |       |       |       |
| Железо                              |       |       |       |       |       |       |       |       |       | III   |
| Продукты нефти                      |       |       |       |       |       |       |       |       | III   |       |

## Экология
В настоящее время наибольшее антропогенное воздействие на водохранилище оказывает река Ялпуг, в воды которой в верхнем течении сбрасываются неочищенные стоки хозяйственных объектов, находящихся вдоль реки.
В течение 2019—2021 года с целью определения гидрохимических показателей качества воды в Комратском водохранилище были проведены лабораторные исследования, по результатам которых установлены классы качества поверхностных вод (сводные данные указаны в таблице). Качество воды в водохранилище отнесено V классу качества (очень загрязнённая),
Сильное заиление, отсутствие в водохранилище течения, а также эвтрофикация способствует периодическим заморам рыбы в результате кислородного голодания, вызванного недостатком или полным отсутствием растворённого в воде кислорода.